# Mickelmeer
Das Mickelmeer ist ein Heideweiher in der Nähe von Baccum (Landkreis Emsland).
Das Mickelmeer liegt inmitten des Baccumer Forstes südlich der Bundesstraße 214. Das Gewässer bildete sich in einer während der letzten Eiszeit entstandenen Dünenmulde, die eine Fläche von etwa 5 ha umfasst. 1956 wurde das Gewässer als Naturdenkmal ausgewiesen.

## Flora und Fauna
Früher zeichnete sich das Naturdenkmal durch eine ganze Reihe seltener Tier- und Pflanzenarten aus. So konnte im Rahmen einer Rote-Liste-Geländekartierung des Niedersächsischen Landesamtes für Ökologie hier 1992 die äußerst seltene Blumenbinse (Scheuchzeria palustris) nachgewiesen werden. Durch Grundwasserabsenkungen und die dürren Sommer der vergangenen Jahre (seit 2003) ist der Wasserpegel des Heideweihers jedoch mittlerweile stark abgesunken und so konnten sich auf den Moorflächen zahlreiche Bäume und Gebüsche ansiedeln. Die offene Wasserfläche war bis zum Jahr 2011 auf nur wenige Quadratmeter zusammengeschrumpft. Das Trockenfallen des Moores wird mit der verstärkten Wasserförderung durch das Wasserwerk Grumsmühlen, in Verbindung gebracht, das sich nördlich des Gebietes in ca. 1 km Entfernung befindet.
Die Vegetation wird nunmehr (2010) von ausgedehnten Rasen des Pfeifengrases (Molinia caerulea) und von Herden der Flatterbinse (Juncus effusus) beherrscht. Letztere deutet auf den Beginn einer Eutrophierung (aus der Luft?) hin.
Zu den noch in jüngster Zeit vorkommenden floristischen Besonderheiten gehören Moorlilie (Narthecium ossifragum), Sumpfblutauge (Potentilla palustris), die Gewöhnliche Moosbeere (Vaccinium oxycoccos)., die Faden-Segge (Carex lasiocarpa) und das Scheidige Wollgras (Eriophorum vaginatum). Am Rande konnten sich – als Reste größerer Heideflächen – einzelne Wacholder (Juniperus communis) halten. Ferner leben am Weiher zahlreiche Libellen wie die Glänzende Binsenjungfer und die die Hochmoor-Mosaikjungfer. Belegt sind außerdem das Vorkommen des Moorfrosches, des Moosbeerenbläulings und der Kreuzotter.
Im Zuge von Pflegemaßnahmen wurden die angeflogenen Bäume und Gebüsche aus dem Gebiet zwischenzeitlich entfernt. Drei Moorwasserpegel sollen Auskunft über die aktuellen Grundwasserverhältnisse in dem von Austrocknung bedrohten Feuchtgebiet geben.
Nach den Dürresommern 2018 und 2019 trocknete das Mickelmeer noch weiter aus. Eine offene Wasserfläche ist nicht mehr vorhanden und die Moorfläche wächst immer mehr mit Birken und Kiefern zu.